# Sedenia
Sedenia is een geslacht van vlinders van de familie van de grasmotten (Crambidae), uit de onderfamilie van de Spilomelinae. De wetenschappelijke naam van dit geslacht is voor het eerst voorgesteld door Achille Guenée in een publicatie uit 1854. Guenée beschreef ook de eerste soort uit het geslacht, Sedenia cervalis, die als typesoort is aangeduid. De soorten in dit geslacht komen alleen in Australië voor.

## Soorten
- S. achroa Lower, 1902
- S. aspasta Meyrick, 1887
- S. atacta (Turner, 1942)
- S. cervalis Guenée, 1854
- S. erythrura Lower, 1893
- S. leucogramma Turner, 1937
- S. mesochorda Turner, 1917
- S. polydesma Lower, 1900
- S. rupalis Guenée, 1854
- S. xeroscopa Lower, 1900